# Chili Fernández
Carlos Augusto Fernández (Benavídez, Argentina, 26 de mayo de 1984) más conocido como Chili Fernández, es un cantante y músico argentino reconocido por su paso por la agrupación de cumbia «Mensajeros del amor» y por su carrera como solista que inicio en el 2003, siendo la mayor parte de su repertorio covers de artistas tropicales mexicanos (género grupero) que en la Argentina es conocida bajo el nombre de Cachaca.

## Carrera

### Inicios
Fernández nació en la ciudad bonaerense de Benavídez (partido de Tigre), en el seno de una familia musical. Desde su infancia empezó a interesarse por la música, integrando bandas estudiantiles desde sus años escolares. Dio sus primeros pasos en la música tropical con la agrupación Gitanos con apenas once años de edad. Adrián Marcelo Torres, referente del género tropical en la Argentina, lo invitó a integrar el grupo Blue como tecladista. Poco tiempo después ingresó en el grupo Red como baterista y segunda voz.

### Mensajeros del amor y carrera en solitario
A mediados del año 2000 Fernández conformó la agrupación Mensajeros del amor, donde logró reconocimiento del público argentino y repercusión comercial. Con esta formación grabó dos exitosos álbumes de estudio, «Mensajeros del amor» y «El adelanto». En 2003 decidió abandonar el grupo para iniciar una carrera en solitario, al igual que con su anterior grupo interpretando covers de artistas mexicanos, que en la Argentina son conocidos como Cachaca.
Como solista, Fernández publicó su primer trabajo discográfico en 2004, titulado Amor, familia y respeto. Un año después publicó 180 grados, álbum con gran repercusión que lo llevó a actuar en el Teatro Gran Rex de Buenos Aires por primera vez como solista. Finalizó la década del 2000 publicando los álbumes de estudio Él soy yo (2007), Dirección diferente (2007) y Libre (2008).
En la década de 2010, Fernández continuó publicando discos y brindando recitales de manera continuada. Con repercusión en la Argentina y en países vecinos como Uruguay, Bolivia, Chile y Paraguay, el artista publicó los discos Parte diez y Por siempre y para siempre en 2012, seguidos de Tu príncipe azul en 2013 y Momentos en 2015. Un año después presentó el disco Parte diez en vivo, en el que interpretó versiones en directo de las canciones del álbum homónimo de 2012.
En 2017 publicó una versión remasterizada del disco Sitio F, grabado originalmente en 2010. Ese mismo año publicó un nuevo álbum en directo, titulado Acústico en FM Pasión. A partir de entonces ha realizado presentaciones en importantes eventos musicales en su país como el Carnaval Tucumano, el Carnaval SIM Autopista en Santiago del Estero, el Carnaval Valle de Yokavil en Santa María y una nueva presentación en el Gran Rex, celebrando los quince años de su carrera en solitario. En 2016 el artista firmó un contrato de distribución digital con la compañía MOJO y más tarde publicó el sencillo «Lo intentamos», emprendiendo una nueva gira musical denominada «Tour 1984», con presentaciones en Argentina y Uruguay.

## Discografía

### Con Mensajeros del amor
- 2001: Mensajeros del amor
- 2002: El adelanto
- 2003: Chili y sus mensajeros

### Como solista

#### Álbumes de estudio y en vivo
| Año  | Título                     | Discográfica |
| ---- | -------------------------- | ------------ |
| 2004 | Amor, familia y respeto    | MOJO         |
| 2005 | 180 grados                 | MOJO         |
| 2006 | Libre                      | Procom       |
| 2007 | Dirección diferente        | Procom       |
| 2012 | Parte diez                 | MOJO         |
| 2012 | Por siempre y para siempre | BGM          |
| 2012 | Parte diez                 | MOJO         |
| 2013 | Tu príncipe azul           | BGM          |
| 2015 | Momentos                   | MOJO         |
| 2016 | Parte diez (en vivo)       | MOJO         |
| 2017 | Sitio F                    | MOJO         |

#### Sencillos y EP
| Año  | Título             | Discográfica |
| ---- | ------------------ | ------------ |
| 2016 | «Me enamoré»       | MOJO         |
| 2017 | «La incondicional» | MOJO         |
| 2019 | «Lo intentamos»    | MOJO         |